# Schweizer Meisterschaften im Skilanglauf 2006
Die Schweizer Meisterschaften im Skilanglauf 2006 fanden in Ulrichen statt. Am 2. März 2006 wurden die Einzelrennen ausgetragen. Die Massenstartrennen, Doppelverfolgungsrennen, Sprintrennen und Staffelrennen fanden vom 22. bis 26. März 2006 statt. Ausrichter war der SC Obergoms.

## Ergebnisse Herren

### Sprint Freistil
| Platz | Name              | Verein                  |
| ----- | ----------------- | ----------------------- |
| 1     | Peter von Allmen  | Bex                     |
| 2     | Ronny Heer        | Horw                    |
| 3     | Gion Andrea Bundi | SSC Rätia Chur          |
| 4     | Christian Stebler | Bannalp-Wolfenschiessen |
| 5     | Andreas Waldmeier | TG Hütten               |
| 6     | Philipp Rubin     | SC-Oberhasli            |
| 7     | Jan Stadelmann    | Entlebuch               |
| 8     | Thomas Nyikos     | SAS Bern                |

Datum: 22. März

Es waren 23 Läufer am Start. Das Rennen der U20 mit 18 Teilnehmern gewann Mauro Gruber.

### 15 km klassisch Einzel
| Platz | Name               | Verein                  | Zeit        |
| ----- | ------------------ | ----------------------- | ----------- |
| 1     | Reto Burgermeister | Davos                   | 42:07,7 min |
| 2     | Christian Stebler  | Bannalp-Wolfenschiessen | 42:33,2 min |
| 3     | Gion Andrea Bundi  | SSC Rätia Chur          | 42:56,8 min |
| 4     | Thomas Diezig      | Gardes-Frontières       | 43:01,2 min |
| 5     | Curdin Perl        | Bernina Pontresina      | 43:07,3 min |
| 6     | Andrea Florinett   | SAS Bern                | 43:20,1 min |
| 7     | James Southam      | Vereinigte Staaten      | 43:33,6 min |
| 8     | Christoph Schnider | Flühli                  | 43:50,3 min |
| 9     | Stefan Kirchner    | Deutschland             | 44:08,1 min |
| 10    | Beat Koch          | Marbach                 | 44:09,5 min |

Datum: 2. März

Es waren 42 Läufer am Start. Das Rennen der U20 gewann Dario Cologna.

### 20 km Doppelverfolgung
| Platz | Name               | Verein                  | Zeit        |
| ----- | ------------------ | ----------------------- | ----------- |
| 1     | Curdin Perl        | Bernina Pontresina      | 56:06,8 min |
| 2     | Gion Andrea Bundi  | SSC Rätia Chur          | 56:14,2 min |
| 3     | Remo Fischer       | Arve Mols               | 56:16,4 min |
| 4     | Marco Mühlematter  | SC-Oberhasli            | 57:14,0 min |
| 5     | Christian Stebler  | Bannalp-Wolfenschiessen | 57:43,1 min |
| 6     | Rafael Ratti       | Zuoz                    | 57:59,8 min |
| 7     | Bruno Joller       | Bannalp-Wolfenschiessen | 58:13,9 min |
| 8     | David Romer        | Arve Mols               | 58:39,8 min |
| 9     | Reto Burgermeister | Davos                   | 58:40,0 min |
| 10    | Tino Mettler       | Schwyz                  | 59:19,7 min |

Datum: 23. März

Es waren 26 Läufer am Start. Das Rennen der U20 gewann Dario Cologna.

### 50 km Freistil Massenstart
| Platz | Name               | Verein                  | Zeit        |
| ----- | ------------------ | ----------------------- | ----------- |
| 1     | Remo Fischer       | Arve Mols               | 2:05:52,6 h |
| 2     | Curdin Perl        | Bernina Pontresina      | 2:06:25,4 h |
| 3     | Andrea Florinett   | SAS Bern                | 2:06:32,8 h |
| 4     | Toni Livers        | Gardes-Frontière        | 2:06:35,2 h |
| 5     | Rafael Ratti       | Zuoz                    | 2:06:42,4 h |
| 6     | Thomas Diezig      | Gardes-Frontières       | 2:06:52,1 h |
| 7     | Christoph Schnider | Flühli                  | 2:06:52,7 h |
| 8     | Michael Eberharter | Österreich              | 2:06:53,1 h |
| 9     | Marco Mühlematter  | SC-Oberhasli            | 2:07:02,5 h |
| 10    | Andreas Hurschler  | Bannalp-Wolfenschiessen | 2:07:08,8 h |

Datum: 25. März

Es waren 47 Läufer am Start. Das Rennen der U20 über 30 km gewann Dario Cologna.

### Staffel
| Platz | Team                                                                  | Zeit        |
| ----- | --------------------------------------------------------------------- | ----------- |
| 1     | SC Arve MolsAndreas Romer David Romer Remo Fischer                    | 1:22:27,8 h |
| 2     | Gardes-FrontièreThomas Diezig Valerio Leccardi Toni Livers            | 1:22:28,7 h |
| 3     | SC DavosReto Burgermeister Joel Heer Thomas Frei                      | 1:22:47,1 h |
| 4     | MarbachErwin Lauber Beat Koch Andreas Zihlmann                        | 1:24:32,2 h |
| 5     | Bannalp-WolfenschiessenBruno Joller Christian Stebler Seppi Hurschler | 1:24:45,3 h |
| 6     | SAS BernArmon Steiner Andrea Florinett Thomas Nyikos                  | 1:26:15,9 h |
| 7     | SC-OberhasliMarco Mühlematter Lorenz Brunner Philipp Rubin            | 1:29:27,5 h |
| 8     | Am BachtelChristian Spörry Florian Rüegg Claudio Böckli               | 1:29:42,5 h |

Datum: 26. März

Es waren 16 Staffeln am Start.

## Ergebnisse Frauen

### Sprint Freistil
| Platz | Name                   | Verein            |
| ----- | ---------------------- | ----------------- |
| 1     | Seraina Mischol        | Davos             |
| 2     | Laurence Rochat        | Les Charbonnières |
| 3     | Sandra Gredig          | Davos             |
| 4     | Silvana Bucher         | Entlebuch         |
| 5     | Doris Trachsel         | Plasselb          |
| 6     | Sarah Zeiter           | Obergoms-Grimsel  |
| 7     | Anastassiia Bourlakova | Am Bachtel        |
| 8     | Gabriela Buschor       | Kandersteg        |

Datum: 22. März

Das Rennen der U20 mit sieben Teilnehmern gewann Lena Pichard.

### 10 km klassisch Einzel
| Platz | Name                      | Verein                  | Zeit         |
| ----- | ------------------------- | ----------------------- | ------------ |
| 1     | Laurence Rochat           | Les Charbonnières       | 32:24,9 min. |
| 2     | Natascia Leonardi Cortesi | SC Bedretto             | 33:00,6 min. |
| 3     | Seraina Mischol           | Davos                   | 33:06,8 min. |
| 4     | Doris Trachsel            | Plasselb                | 33:44,9 min. |
| 5     | Ursina Badilati           | Sportiva Palü Poschiavo | 33:48,3 min. |
| 6     | Seraina Boner             | Klosters                | 33:50,9 min. |
| 7     | Stefanie Wunderle         | Deutschland             | 35:46,1 min  |
| 8     | Bettina Gruber            | SAS Bern                | 35:55,6 min  |
| 9     | Käthy Aeschlimann         | Marbach                 | 36:50,2 min  |
| 10    | Theres Kläsi              | Am Bachtel              | 37:14,9 min  |

Datum: 2. März

Siegerin bei der U20 über 5 km wurde Laurien van der Graaff.

### 10 km Doppelverfolgung
| Platz | Name                      | Verein                  | Zeit         |
| ----- | ------------------------- | ----------------------- | ------------ |
| 1     | Natascia Leonardi Cortesi | SC Bedretto             | 29:03,4 min. |
| 2     | Laurence Rochat           | Les Charbonnières       | 29:24,3 min. |
| 3     | Seraina Mischol           | Davos                   | 30:15,9 min. |
| 4     | Doris Trachsel            | Plasselb                | 30:28,5 min. |
| 5     | Ursina Badilati           | Sportiva Palü Poschiavo | 30:29,6 min. |
| 6     | Seraina Boner             | Klosters                | 31:19,1 min. |
| 7     | Silvana Bucher            | Entlebuch               | 31:48,8 min  |
| 8     | Lucy Pichard              | Les Diablerets          | 32:36,7 min  |
| 9     | Theres Kläsi              | Am Bachtel              | 32:37,1 min  |
| 10    | Käthy Aeschlimann         | Marbach                 | 32:38,7 min  |

Datum: 23. März

Siegerin bei der U20 wurde Lucy Pichard.

### 30 km Freistil Massenstart
| Platz | Name                      | Verein                  | Zeit        |
| ----- | ------------------------- | ----------------------- | ----------- |
| 1     | Natascia Leonardi Cortesi | SC Bedretto             | 1:16:41,4 h |
| 2     | Laurence Rochat           | Les Charbonnières       | 1:19:22,7 h |
| 3     | Doris Trachsel            | Plasselb                | 1:20:27,7 h |
| 4     | Silvana Bucher            | Entlebuch               | 1:20:51,5 h |
| 5     | Ursina Badilati           | Sportiva Palü Poschiavo | 1:21:01,5 h |
| 6     | Theres Kläsi              | Am Bachtel              | 1:27:30,1 h |
| 7     | Bettina Gruber            | SAS Bern                | 1:27:30,2 h |
| 8     | Manuela Dörflinger        | Simano                  | 1:28:06,4 h |
| 9     | Nicole Donzallaz          | Etoile de Grattava      | 1:29:14,9 h |
| 10    | Silvia Stebler            | Bannalp-Wolfenschiessen | 1:31:20,9 h |

Datum: 25. März

Es waren 12 Läuferinnen am Start. Siegerin bei der U20 wurde Lucy Pichard.

### Staffel
| Platz | Team                                                         | Zeit        |
| ----- | ------------------------------------------------------------ | ----------- |
| 1     | SC DavosSeraina Mischol Laurien van der Graaff Sandra Gredig | 42:52,1 min |
| 2     | Orient-SentierRebecca Aubert Morgane Dubois Edwige Capt      | 45:34,2 min |
| 3     | Les DiableretsLena Pichard Véronique Jaton Lucy Pichard      | 46:38,3 min |
| 4     | Am BachtelSarah Holzgang Anastassiia Bourlakova Theres Kläsi | 46:42,4 min |
| 5     | KanderstegManuela Rösti Gabriela Buschor Petra Etter         | 46:42,6 min |
| 6     | Obergoms-GrimselRahel Imoberdorf Chantal Carlen Sarah Zeiter | 46:59,2 min |
| 7     | MarbachKäthy Aeschlimann Barbara Zihlmann Silvia Bäck-Egli   | 47:08,7 min |
| 8     | Cernets-VerrieresAudrey Virgilio Marine Jornod Laura Rey     | 47:27,8 min |

Datum: 26. März

Es waren 15 Staffeln am Start.